# Roger Arnaldez
Roger Arnaldez, né le 13 septembre 1911 dans le 17e arrondissement de Paris et mort le 7 avril 2006 dans le 13e arrondissement de Paris, est un islamologue français, également éditeur de Philon d'Alexandrie. Il a été nommé professeur émérite de l'Université de Paris-IV Sorbonne.

## Carrière
Roger Arnaldez est agrégé de philosophie et docteur ès-lettres. Il a enseigné au lycée français du Caire entre 1938 et 1939, puis sous-directeur de cet établissement en 1945-1946. Entre deux, sa carrière a été interrompue par la Seconde Guerre mondiale durant laquelle il a été retenu en captivité en Allemagne durant plusieurs années. Par la suite, il sera attaché culturel de l'Ambassade de France au Caire (1948-1950) et enseignera ensuite la philosophie à l'Université Ayn Shams d'Héliopolis.
À la suite de cela, il revient en France, où il enseigne la langue et la littérature arabes à l'Université de Bordeaux (1955-1957), puis la philosophie et la civilisation musulmanes à l'Université de Lyon (1956-1968). La dernière partie de sa carrière universitaire le verra professeur de philosophie musulmane et d’islamologie (1969-1978) et directeur de l’ERA de lexicologie arabe à l’université de Paris-IV Sorbonne, dont il a été nommé professeur émérite.
Il est élu membre de l’Académie des sciences morales et politiques en 1986 et préside l’Académie en 1997. Il est également membre associé de l'Académie royale de Belgique et membre correspondant de l'Académie de la langue arabe du Caire.
Tout au long de sa carrière, il a accompli plusieurs missions à l’étranger et participé à de nombreux congrès internationaux : Afghanistan, Algérie, Canada, Chili, Égypte, Espagne, États-Unis, Inde, Iran, Irak, Italie, Jordanie, Liban, Maroc, Mauritanie, Pakistan, Sénégal, Syrie, Tunisie, U.R.S.S.
Il a été mentionné (à propos de son travail sur Ibn Hazm) par le pape Benoît XVI dans son discours Foi, raison et université - Souvenirs et réflexions du 12 septembre 2006, qui entraîna la controverse de Ratisbonne.
Roger Arnaldez s'est aussi intéressé à Gilbert Keith Chesterton, auquel il a consacré dans ses dernières années un essai. Son épouse Colette est décédée en 2001.[source insuffisante]

## Œuvres (sélection)
- Grammaire et théologie chez Ibn Hazm de Cordou: Essai sur la structure et les conditions de la pensée musulmane, Paris, Vrin, 1956.
- Hallâj ou la religion de la croix,Paris, Plon la recherche de l'absolu, 1963)
- Mahomet ou la prédication prophétique, 2e édition entièrement refondue, Paris, Seghers, 1975.
- Jésus, fils de Marie, prophète de l'Islam, Paris, Desclée, 1980.
- Le Coran: Guide de lecture,Paris, Desclée de Brouwer, 1983.
- L'Islam, Paris, Desclée - Novalis, 1988.
- Jésus dans la pensée musulmane, Paris, Desclée, 1988.
- Trois messagers pour un seul Dieu, Paris, Albin Michel, 1991.
- À la croisée des trois monothéismes, Paris, Albin Michel, 1993.
- Averroès, Paris, Balland, 1998.
- Révolte contre Jéhovah. Essai sur l'originalité de la Révélation chrétienne, Paris, Éditions du Cerf, 1998.
- Chesterton, un penseur pour notre temps, Paris, Éditions de Paris, 2001.
- L'homme selon le Coran, Paris, Hachette Littératures, 2002.
- Les sciences coraniques : grammaire, droit, théologie et mystique, Paris, Vrin, impr. 2005